# Мако (город)
Мако́ (венг. Makó (ˈmɒkoː)) — город на юго-востоке Венгрии в медье Чонград-Чанад (регион Южный Альфёльд), возле границы с Румынией. Административный центр Макоского яраша, куда также входит деревня Кишомбор. До 2013 года был центром Макоского района.
Расположен на реке Марош (Муреш). Население — 24 403 человека (2009). 95,5 % населения составляют венгры, 0,8 % — цыгане, по 0,3 % — немцы и румыны, 0,2 % — словаки, 0,1 % — сербы.
Мако расположен в самом солнечном в Венгрии регионе, что положительно сказалось на развитии сельского хозяйства. Исторически окрестности города были известны выращиванием лука и чеснока. В городе также развиты транспортная инфраструктура (через город проходит европейская магистраль Е68) и туризм.
Возле города разведано крупное газовое месторождение (en).

## Население
| Год  | Численность | Численность |
| ---- | ----------- | ----------- |
| 2013 | 23 378      | [ 2 ]       |
| 2014 | 23 100      | [ 3 ]       |
| 2018 | 22 514      | [ 4 ]       |
| 2021 | 22 289      | [ 5 ]       |
| 2022 | 21 878      | [ 6 ]       |
| 2023 | 21 913      | [ 7 ]       |
| 2024 | 21 759      | [ 1 ]       |

## Города-побратимы
- Ада, Сербия
- Атча, Турция
- Жельезовце, Словакия
- Кирьят-Ям, Израиль
- Лёбау, Германия
- Мартинсикуро, Италия
- Меркуря-Чук, Румыния
- Радомско, Польша
- Синьян, Китай
- Сынниколау-Маре, Румыния
- Ясло, Польша

- Вид на центр города
- Театр
- Необарочный дворец
- Рельсовый автобус